# Andrea Cossu
Andrea Cossu (Cagliari, 3 maggio 1980) è un dirigente sportivo ed ex calciatore italiano, di ruolo centrocampista.

## Biografia
È sposato con Carlotta, da cui ha avuto due figlie, Rebecca (nata nel 2010) e Clotilde (nata nel 2012).
Oltre a essere stato un giocatore del Cagliari, ne è tifoso, tanto da partecipare alle trasferte del gruppo ultras degli Sconvolts per seguire la squadra nelle domeniche libere durante il periodo di militanza al Verona. Ancora molto legato al gruppo, ne porta il simbolo tatuato sul polpaccio destro, potendo essere considerato a tutti gli effetti un loro rappresentante in campo.
Il 20 febbraio 2021 ha avuto un grave incidente d'auto.
Il 20 dicembre 2022 Cossu, già indagato in un'inchiesta sul tifo organizzato nel cagliaritano che aveva portato a diverse procedure cautelari, riceve un daspo di tre anni da parte della Questura di Venezia poiché avrebbe tirato un pugno in pieno volto a uno steward dopo Venezia-Cagliari: 0-0 del 22 maggio, che aveva decretato la retrocessione dei sardi con Cossu dirigente rossoblù.

## Caratteristiche tecniche
Nato come ala, fu trasformato in trequartista da Davide Ballardini nella stagione 2007-2008. Giocatore dotato di grande tecnica, abile nel dribbling e nel giocare la palla, oltre a essere elegante nei movimenti. Specialista in assist e calci piazzati, è risultato alla fine del campionato di Serie A 2010-2011 il miglior assist-man della competizione.

## Carriera

### Giocatore

#### Club

##### Gli inizi: Johannes, Verona, Lumezzane e Torres

Cossu, secondo accosciato da sinistra, ai tempi degli Allievi dell' nella stagione 1996-1997.

Nato a Cagliari nel quartiere Fonsarda, e cresciuto nelle giovanili della Johannes Cagliari, società polisportiva cagliaritana, debutta in Serie C2 con la maglia dell'Olbia, dove mette in luce qualità che convincono il Verona ad acquistarlo per rafforzare la sua primavera, dove rimarrà sino al gennaio del 1999, quando verrà girato in prestito al Lumezzane, in Serie C1, col quale disputerà alcuni scampoli di partita senza segnare alcun goal.
In entrambi i due anni successivi inizia nella primavera dell'Hellas per poi trasferirsi a gennaio in prestito al Lumezzane, nel quale acquista maggior spazio e col quale nel 2000 segna il suo primo gol da professionista. Nel 2002, a un inizio nella primavera veronese fa seguito un prestito alla Torres, anch'essa in C1.
Nella stagione 2002-2003 è titolare nell'Hellas Verona in Serie B.
L'anno successivo, con l'arrivo in panchina del suo mentore Sergio Maddè, le sue prestazioni sono deludenti. Nella stagione 2004-2005, con l'Hellas Verona che ottiene il 6º posto in classifica, segna 6 reti, il suo record tra i professionisti. In quest'annata, in cui gioca spesso titolare, le sue prestazioni subiscono un calo nel finale di stagione.

##### Cagliari e la Serie A
Passa al Cagliari con il quale esordisce in Serie A nella stagione 2005-2006 disputa un discreto campionato, nel quale subentra spesso nei finali di partita e conferma le buone qualità che aveva lasciato intravedere in Serie B, pur rivelandosi poco incisivo e non segnando alcun gol.

##### Ritorno a Verona
L'ultimo giorno del mercato estivo del 2006 segna il suo ritorno all'Hellas, dove inizia la stagione da titolare. Per lui e per la squadra questa stagione segna una notevole involuzione nelle sue prestazioni calcistiche, e questo lo porterà ad essere accusato di scarso impegno in partita e negli allenamenti e a diventare uno dei maggiori indiziati per la pessima situazioni di classifica in cui versano i gialloblu alla fine del 2006. A fine stagione retrocede con il Verona in Serie C1.

##### Primo ritorno a Cagliari
Nella sessione invernale del mercato della stagione 2007-2008 viene riacquistato dal Cagliari, con cui riesordisce nella trasferta di Torino con la Juventus pareggiata 1-1, rivelandosi utile per la rimonta in classifica della squadra sarda. Le sue doti tecniche fanno subito conquistare al piccolo fantasista una maglia da titolare. Ballardini lo inventa trequartista dietro le due punte (precedentemente in carriera aveva ricoperto i ruoli di esterno di centrocampo o ala d'attacco), un'intuizione che rappresenterà la svolta alla carriera del giocatore, permettendogli di fare un decisivo salto di qualità e di diventare il valore aggiunto dei rossoblu, grazie alla facilità nel saltare l'uomo e alla grande capacità di mettere i compagni in condizione di segnare.
Nelle situazioni di emergenza in cui alla squadra sarda manca Daniele Conti ricopre anche il ruolo di centromediano davanti alla difesa del centrocampo a 3 cagliaritano, dimostrando una buona duttilità tattica e adattandosi appieno agli schemi della squadra. Dopo i soli 10 punti conquistati nel girone di andata, in seguito all'arrivo di Cossu assieme alla seconda punta Jeda e al portiere Marco Storari il Cagliari conquista 25 punti nelle prime 15 giornate del girone di ritorno, collocandosi fuori dalla zona retrocessione che aveva occupato per la quasi totalità del campionato.
Nella 37ª giornata di campionato a Udine, l'11 maggio 2008, il fantasista cagliaritano mette a segno il suo primo gol in Serie A. Nella stagione 2008-2009, confermato nel ruolo di trequartista nel Cagliari di Allegri, secondo molti osservatori la squadra rivelazione del campionato.
Nella 37ª giornata, segna il primo gol della sua stagione, facendo pareggiare la sua squadra nella partita contro l'Inter (poi vinta).
Nella stagione 2009-2010 mette a segno 3 gol in campionato. Nella stagione 2010-2011 segna il suo primo gol della stagione contro il Bologna il 6 marzo 2011 nella 28ª giornata, gol del momentaneo 1-1 (partita poi finita 2-2).
Il suo secondo gol nella stagione 2010-2011 lo realizza contro il Brescia nella 32ª giornata, allo stadio Sant'Elia, siglando il momentaneo 1-0 (partita poi finita 1-1).
Il terzo gol stagionale viene messo a segno nella gara tra Cagliari e Fiorentina nella 34ª giornata di campionato del sabato di pasqua, il 23 aprile 2011, realizzando il gol del momentaneo 1-1 dopo 30 secondi dall'inizio del secondo tempo, match che terminerà 2-1 per i viola. Segna il suo quarto gol alla penultima di campionato contro il Milan, partita finita 4-1 per i rossoneri.
Al termine della stagione Cossu è l'assist-man più efficace del campionato di Serie A, con 13 assist vincenti e segna 4 gol, record personale di gol stagionali. Nella stagione 2011-2012 Cossu segna il suo primo gol in campionato, nella prima partita nella storia dei rossoblu allo Juventus Stadium, con uno tiro di sinistro al 2' del secondo tempo; la partita terminerà 1-1. A causa di parecchi infortuni, nella stagione 2012-2013 colleziona 24 presenze in campionato, con otto assist vincenti.
Il 10 luglio 2014 rinnova il contratto con il Cagliari per un'altra stagione. Nell'estate successiva, dopo la retrocessione in B rimane svincolato al termine del calciomercato.

##### La ripartenza all'Olbia in Serie D
Dopo la fine del legame con il Cagliari rimane inattivo per cinque mesi, ma il 3 dicembre 2015, viene ufficializzato il suo ritorno all'Olbia, dove aveva iniziato la sua carriera da professionista, ripartendo così dalla Serie D, contribuendo alla promozione dei galluresi in Lega Pro, e alla salvezza nel campionato successivo.

##### Secondo ritorno a Cagliari e ritiro
Nell'estate del 2017 torna nuovamente al Cagliari, all'età di 37 anni. Già a maggio di quell'anno l'operazione era stata annunciata, venendo confermata poi il 9 agosto, quando sul sito del Cagliari viene scritta la numerazione ufficiale per la nuova stagione, comprendendo anche il calciatore che torna ad indossare la sua numero 7. Esordisce nuovamente in Serie A il 27 agosto, subentrando a Farias all'86' in occasione della sconfitta per 2-1 sul campo del Milan. Collezionerà complessivamente 11 presenze nella stagione 2017-2018, fornendo inoltre un prezioso assist su calcio d'angolo per il decisivo 2-1 di Luca Ceppitelli, al minuto 84 contro l'Udinese il 14 aprile 2018, che ha aiutato i sardi a salvarsi. Terminato il contratto, non viene confermato per la stagione successiva e l'8 agosto 2018 viene ufficializzato il suo ritiro dal calcio giocato. Per l'occasione il Cagliari gli concede i primi sette minuti da titolare (come il suo storico numero di maglia) e da capitano nell'amichevole precampionato contro gli spagnoli dell'Atlético Madrid.

#### Nazionale
Il 28 febbraio 2010 ha ricevuto la prima convocazione in Nazionale maggiore, ad opera del commissario tecnico Marcello Lippi, in vista dell'amichevole del 3 marzo allo Stade Louis II nel Principato di Monaco contro il Camerun, l'ultima prima dei Mondiali del 2010. All'esordio gioca per tutti e novanta i minuti della partita terminata 0-0.
Viene convocato per il ritiro della Nazionale azzurra in vista dei Mondiali 2010, inserito in una lista di 30 giocatori poi ridotta a 28; il 1º giugno 2010 viene escluso della lista dei 23 atleti effettivamente convocati per la competizione; viene poi portato temporaneamente come 24º uomo in seguito all'infortunio occorso a Mauro Germán Camoranesi. Viene impiegato nell'amichevole del 5 giugno contro la Svizzera (1-1). Le condizioni di Camoranesi migliorano e Cossu rientra in Italia a due giorni dall'esordio della Nazionale nella competizione.

### Dopo il ritiro
Il 13 agosto 2018 raggiunge un accordo con il Cagliari per un ruolo nello staff del settore giovanile della società sarda, dedicandosi principalmente a far crescere centrocampisti e trequartisti. Inoltre coadiuva nello scouting il responsabile dell'area tecnica, il suo ex compagno di squadra Daniele Conti. Nel maggio 2019 fa il suo ingresso nell'area tecnica del club.
Il 27 luglio 2021 viene assunto come coordinatore dell'area scouting dei sardi.
Nell'aprile del 2022 consegue il diploma da direttore sportivo.

## Statistiche

### Presenze e reti nei club
Statistiche aggiornate al 9 maggio 2018.
| Stagione             | Squadra              | Campionato           | Campionato | Campionato | Coppe nazionali | Coppe nazionali | Coppe nazionali | Coppe continentali | Coppe continentali | Coppe continentali | Altre coppe | Altre coppe | Altre coppe | Totale | Totale |
| Stagione             | Squadra              | Comp                 | Pres       | Reti       | Comp            | Pres            | Reti            | Comp               | Pres               | Reti               | Comp        | Pres        | Reti        | Pres   | Reti   |
| -------------------- | -------------------- | -------------------- | ---------- | ---------- | --------------- | --------------- | --------------- | ------------------ | ------------------ | ------------------ | ----------- | ----------- | ----------- | ------ | ------ |
| 1996-1997            | Olbia                | C2                   | 5          | 0          | CI-C            | 0               | 0               | -                  | -                  | -                  | -           | -           | -           | 5      | 0      |
| 1997-1998            | Verona               | B                    | 0          | 0          | CI              | 0               | 0               | -                  | -                  | -                  | -           | -           | -           | 0      | 0      |
| 1998-gen. 1999       | Lumezzane            | C1                   | 11         | 0          | CI+CI-C         | 0+0             | 0               | -                  | -                  | -                  | -           | -           | -           | 11     | 0      |
| gen.-giu. 1999       | Verona               | B                    | 0          | 0          | CI              | 0               | 0               | -                  | -                  | -                  | -           | -           | -           | 0      | 0      |
| 1999-2000            | Lumezzane            | C1                   | 9          | 1          | CI+CI-C         | 0+2             | 0               | -                  | -                  | -                  | -           | -           | -           | 11     | 1      |
| 2000-2001            | Lumezzane            | C1                   | 21         | 4          | CI-C            | 0+2             | 0               | -                  | -                  | -                  | -           | -           | -           | 23     | 4      |
| Totale Lumezzane     | Totale Lumezzane     | Totale Lumezzane     | 41         | 5          |                 | 4               | 0               |                    | -                  | -                  |             | -           | -           | 45     | 5      |
| 2001-gen. 2002       | Verona               | A                    | 0          | 0          | CI              | 0               | 0               | -                  | -                  | -                  | -           | -           | -           | 0      | 0      |
| gen.-giu. 2002       | Sassari Torres       | C1                   | 12         | 1          | CI-C            | 0               | 0               | -                  | -                  | -                  | -           | -           | -           | 12     | 1      |
| 2002-2003            | Verona               | B                    | 30         | 0          | CI              | 0               | 0               | -                  | -                  | -                  | -           | -           | -           | 30     | 0      |
| 2003-2004            | Verona               | B                    | 28         | 1          | CI              | 1               | 0               | -                  | -                  | -                  | -           | -           | -           | 29     | 1      |
| 2004-2005            | Verona               | B                    | 33         | 6          | CI              | 3               | 0               | -                  | -                  | -                  | -           | -           | -           | 36     | 6      |
| 2005-2006            | Cagliari             | A                    | 22         | 0          | CI              | 4               | 0               | -                  | -                  | -                  | -           | -           | -           | 26     | 0      |
| 2006-2007            | Verona               | B                    | 20         | 0          | CI              | 0               | 0               | -                  | -                  | -                  | -           | -           | -           | 20     | 0      |
| 2007-gen. 2008       | Verona               | C1                   | 9          | 0          | CI-C            | 3               | 2               | -                  | -                  | -                  | -           | -           | -           | 12     | 2      |
| Totale Hellas Verona | Totale Hellas Verona | Totale Hellas Verona | 120        | 7          |                 | 7               | 2               |                    | -                  | -                  |             | -           | -           | 127    | 9      |
| gen.-giu. 2008       | Cagliari             | A                    | 16         | 1          | CI              | 0               | 0               | -                  | -                  | -                  | -           | -           | -           | 16     | 1      |
| 2008-2009            | Cagliari             | A                    | 33         | 1          | CI              | 1               | 0               | -                  | -                  | -                  | -           | -           | -           | 34     | 1      |
| 2009-2010            | Cagliari             | A                    | 33         | 3          | CI              | 1               | 0               | -                  | -                  | -                  | -           | -           | -           | 34     | 3      |
| 2010-2011            | Cagliari             | A                    | 35         | 4          | CI              | 1               | 0               | -                  | -                  | -                  | -           | -           | -           | 36     | 4      |
| 2011-2012            | Cagliari             | A                    | 32         | 1          | CI              | 1               | 0               | -                  | -                  | -                  | -           | -           | -           | 33     | 1      |
| 2012-2013            | Cagliari             | A                    | 24         | 0          | CI              | 1               | 0               | -                  | -                  | -                  | -           | -           | -           | 25     | 0      |
| 2013-2014            | Cagliari             | A                    | 29         | 0          | CI              | 0               | 0               | -                  | -                  | -                  | -           | -           | -           | 29     | 0      |
| 2014-2015            | Cagliari             | A                    | 22         | 2          | CI              | 2               | 0               | -                  | -                  | -                  | -           | -           | -           | 24     | 2      |
| dic. 2015-2016       | Olbia                | D                    | 14+1       | 2+1        | CI-D            | -               | -               | -                  | -                  | -                  | -           | -           | -           | 15     | 3      |
| 2016-2017            | Olbia                | LP                   | 26         | 3          | CI-LP           | 1               | 0               | -                  | -                  | -                  | -           | -           | -           | 27     | 3      |
| Totale Olbia         | Totale Olbia         | Totale Olbia         | 45+1       | 5+1        |                 | 1               | 0               |                    | -                  | -                  |             | -           | -           | 47     | 6      |
| 2017-2018            | Cagliari             | A                    | 11         | 0          | CI              | 2               | 0               | -                  | -                  | -                  | -           | -           | -           | 13     | 0      |
| Totale Cagliari      | Totale Cagliari      | Totale Cagliari      | 257        | 12         |                 | 13              | 0               |                    | -                  | -                  |             | -           | -           | 270    | 12     |
| Totale carriera      | Totale carriera      | Totale carriera      | 471        | 31         |                 | 25              | 2               |                    | -                  | -                  |             | -           | -           | 496    | 33     |

### Cronologia presenze e reti in nazionale
| Cronologia completa delle presenze e delle reti in nazionale ― Italia | Cronologia completa delle presenze e delle reti in nazionale ― Italia | Cronologia completa delle presenze e delle reti in nazionale ― Italia | Cronologia completa delle presenze e delle reti in nazionale ― Italia | Cronologia completa delle presenze e delle reti in nazionale ― Italia | Cronologia completa delle presenze e delle reti in nazionale ― Italia | Cronologia completa delle presenze e delle reti in nazionale ― Italia | Cronologia completa delle presenze e delle reti in nazionale ― Italia |
| Data                                                                  | Città                                                                 | In casa                                                               | Risultato                                                             | Ospiti                                                                | Competizione                                                          | Reti                                                                  | Note                                                                  |
| --------------------------------------------------------------------- | --------------------------------------------------------------------- | --------------------------------------------------------------------- | --------------------------------------------------------------------- | --------------------------------------------------------------------- | --------------------------------------------------------------------- | --------------------------------------------------------------------- | --------------------------------------------------------------------- |
| 3-3-2010                                                              | Monaco                                                                | Italia                                                                | 0 – 0                                                                 | Camerun                                                               | Amichevole                                                            | -                                                                     |                                                                       |
| 5-6-2010                                                              | Ginevra                                                               | Svizzera                                                              | 1 – 1                                                                 | Italia                                                                | Amichevole                                                            | -                                                                     | 46’                                                                   |
| Totale                                                                |                                                                       | Presenze                                                              | 2                                                                     |                                                                       | Reti                                                                  | 0                                                                     |                                                                       |

## Palmarès

### Individuale
- Miglior Uomo-assist della Serie A: 2010-2011 (13 assist)